# Cyclosa banawensis
Cyclosa banawensis là một loài nhện trong họ Araneidae.
Loài này thuộc chi Cyclosa. Cyclosa banawensis được Alberto Barrion & James A. Litsinger miêu tả năm 1995.